# Jorge Rando

Firma di Jorge Rando

(Jorge Rando)
Jorge Rando (Malaga, 23 giugno 1941) è un pittore e scultore spagnolo, legato al movimento dell'Arte Neoespressionista.

## Biografia
Nato a Malaga, il pittore Jorge Rando fu profondamente legato alla Germania, Paese dove migrò ad appena vent'anni, al fine di approfondire i suoi studi in filosofia. Stabilitosi a Colonia (Germania), la cultura tedesca e centroeuropea fu cruciale nella sua formazione durante le tappe principali del suo sviluppo artistico e individuale. Insieme a sua moglie Margit, rientrò a Malaga nel 1984, dove si stabilisce e comincia un suo ciclo in Spagna. Considerato uno degli artisti spagnoli internazionalmente più riconosciuti, dagli anni '60 fino al giorno d'oggi espone le sue opere in gallerie e fiere di Arte contemporanea, così come in fondazioni e musei nazionali e internazionali. I suoi libri si possono trovare in università e biblioteche della Spagna, Europa, USA e altri Paesi.
La ritrasmissione della Settimana Santa di Malaga, realizzata per la prima volta in internet e patrocinata dal comune di Malaga, fu illustrata da Jorge Rando. Gli internauti scaricarono più di 90.000 disegni dall'artista. Nel 2006 ricevette il premio della “Fundación Antiquaria” per il suo contributo all'espressionismo in Spagna. Quello stesso anno venne premiato anche con il premio per l'Arte Contemporanea della “Tertulia Ilustrada”, a Madrid. Nel 2007, a Madrid, vinse il premio per le arti plastiche. La fondazione Álvaro Mutis gli concesse il premio per le Arti nello stesso anno. Libro de Oro de la Plástica. UNESCO (Parigi). La Biblioteca Nazionale di Spagna (Madrid) ha inoltre acquistato disegni dell'artista per la sua collezione.
L'anno dopo, Malaga gli ha dedicato due grandi esposizioni, una sull'opera religiosa (dipinti, disegni e sculture) nelle prestigiose sale del Palazzo Episcopale e l'altra che raccoglie gli ultimi trent'anni di pittura, disegno e scultura nel Museo Municipale. Sempre nel 2008 vinse il premio come "Artista dell'anno", che gli venne consegnato dall'Associazione Malaghegna degli Scrittori. Nel 2009 venne inaugurato il primo Museo all'Aria Aperta di Malaga nei giardini nazari della Cattedrale con sette sculture di grandi dimensioni realizzate in ferro e legno, alcune pesanti più di due tonnellate, e un gruppo scultoreo di otto pezzi. Ha realizzato le bozze delle 25 vetrate della Cattedrale di Malaga sottocommissione di Déan D. Francisco García Mota. Nel 2010 realizzò la scultura che SIGNIS consegnò come premio al film "Circuit". Venne anche scelta come premio per il Festival del Cinema Spagnolo a partire dal 2011. Nelle Sale del Rettorato dell'Università di Malaga, si inaugurò “La mirada ascética en la pintura” (Lo sguardo ascetico nella pittura), un'esposizione monografica sulla prostituzione, che in seguito viaggiò a New York dove fu esposta nel Museo Fondazione Gabarrón, per poi ritornare a Madrid e posteriormente cominciare a girare per diverse città tedesche.
Nel 2011 il Club dei Mezzi assegnò all'artista il Premio Perséfone alle Arti come pittore dell'anno. Quello stesso anno realizzò una mostra itinerante per le città di Iserlohn, Witten, Amburgo, Hannover, Colonia e Berlino. Jorge Rando, primo artista cattolico che espone nella "Evangelische Kirche in Deutschland" (EKD), consegnando al dr. Hans-Ulrich Anke, presidente di "des Kirchenamtes", un quadro di grande formato che presidierà la cappella della sede centrale della EKD. L'opera appartiene al ciclo “Pasión en la Pintura de Rando” (Passione nella Pittura di Rando). Si inaugura il museo all'aria aperta di San Ramón Nonato (Malaga), dedicato alla realtà attuale degli emarginati e maltrattati. Nel 2012 continua con il suo ciclo di esposizioni programmate per quell'anno in Spagna, Germania e Stati Uniti. Il Maestro ha continuato a lavorare alle sculture che completarono il “Jardín de la Conciencia” (Giardino della Coscienza). Nacque in quell'anno anche il progetto “Jorge Rando e la Red Carpet Experience” che si dedica all'integrazione attraverso l'uso dell'arte dei giovani di strada e agli sradicati della società. Il Maestro ha già impartito diversi seminari sulla pittura in Spagna e Germania.
Nel 2013 per la proclamazione della Settimana Santa di Malaga (uno degli eventi più importanti della città) il Maestro realizzò un'installazione che occupò tutto lo scenario del Teatro Cervantes del capoluogo. In seguito, con questa possente installazione di 33 locali, si ampliò il museo all'aria aperta di San Ramón Nonato in Malaga. L'artista effettua varie esposizioni già programmate a Malaga e in Germania. Comincia a lavorare a tre murales, ognuno grande circa 30 m2 riguardanti il tema della luce (“La Luz”). Nel 2014 a Malaga, nel Monastero de “Las Madres Mercedarias” del quartiere del Molinillo, si aprirono le porte del Museo Jorge Rando, che ospita tuttora l'Opera dell'artista. È l'unico museo dedicato all'espressionismo in Spagna e anche la sede dell'omonima Fondazione, che si incentra sullo studio dell'Espressionismo in tutte le sue sfaccettature.
Nel 2015 espone il suo nuovo ciclo Paesaggi Verticali (Paisajes Verticales) e una mostra molto ampia del suo ciclo Paesaggi nello Spazio (Paisajes en el Espacio) nel Museum Jorge Rando di Malaga. Quest'anno nella città di Malaga viene concesso al Maestro Jorge Rando il Premio alle Arti “Estrella Feniké”. Lavora con venticinque artisti dell'Università delle Belle Arti di Berlino (UdK), che si spostano a Malaga, insieme al Direttore Generale della UdK, professor Lucander, per lavorare nell'atelier del museo con il Maestro: il risultato di questo progetto, pioniere a livello mondiale, si espone nelle sale temporali del Museum Jorge Rando. Riceve dall'associazione di Scrittori Amici di Malaga (“Amigos de Málaga”) il premio Museo dell'Anno 2015. Il Museum Der Moderne di Salisburgo colloca Jorge Rando nello scenario dei maestri della pittura all’interno dell’infografica che riunisce le principali figure dell’Espressionismo e Neoepressionismo del mondo.
Nel 2016 gli conferiscono il premio Ernst Barlach assegnato dalla Commissione Ernst Barlach Gesellschaft. Jorge Rando nel Museo Barlach di Ratzeburg ottenne un clamoroso successo da parte della critica tanto che la sua esposizione è stata consigliata dalle principali riviste culturali tedesche e ritenuta una visita obbligatoria nel 2016 da parte del Art Kunst Magazine, rivista d’arte di maggior impulso d’Europa e una delle più prestigiose a livello internazionale. Il successo di pubblico ha fatto sì che gli venisse concessa dalla Commissione Ernst Barlach Gesellschaft di Amburgo una sala d’esposizione permanente nel Museo di Ratzeburg, essendo la prima volta che la Germania concede una sala permanente a un pittore spagnolo vivo. Grazie al gran successo riscosso dalla mostra “Encuentro Ernst Barlach” il Museo della città di Ratzeburg prolunga l’esposizione dell’artista fino al mese di ottobre del 2016. Il 1 dicembre viene presentato nel Museum Jorge Rando il Manifesto di Jorge Rando, Testamento Contemporaneo delle Arti ("Manifiesto de Jorge Rando, Testamento Contemporáneo de las Artes").
In questo anno 2017 Rando è stato invitato a uno degli eventi più importanti che la Germania celebra in ricorrenza dei 500 anni della Riforma: ‘Reformations jubiläums 2017’ che avrà luogo nella città di Emden (Germania), dove gli concessero a dicembre del 2013 il titolo di ‘Reformationsstad Europas’ (Capitale Europea della Riforma). In Germania nel corso di quest’anno si stanno realizzando un numero non indifferente di eventi culturali di diversa natura. Uno dei più prominenti sarà la mostra che verrà inaugurata il 16 di luglio con il titolo: Ernst Barlach- Jorge Rando: Mistici della Modernitá. Espressionismo ieri e oggi ("Ernst Barlach- Jorge Rando: Místicos de la Modernidad. Expresionismo ayer y hoy"). Questa esposizione si sposterà successivamente a Berlino. Il 22 maggio è stato inaugurato il nuovo ciclo di Rando La nascita del colore… può nascere qualcosa che già esiste? ("El nacimiento del color… ¿puede nacer algo que ya existe?") nel Museo di Málaga.
Nel marzo 2018 il museo accolse l'esposizione " Encuentro Qi Baishi-Jorge Rando", un dialogo culturale tra occidente e oriente. Il Museo delle Belle Arti di Qi Baishi, il pittore moderno più importante della Cina e uno degli artisti più ricercati del mondo, presentò ufficialmente l'opera del pittore cinese in Occidente, nella sua prima uscita fuori dal suo paese, per incontrarsi con la "forza e spiritualità dell'opera di Rando ". In questo anno Jorge Rando è stato anche intervistato dal documentario CCTV (televisione centrale cinese) come riferimento alla pittura occidentale ed è stato invitato a offrire cattedra nel prestigioso Hunan University of Art e presso l'Accademia cinese delle arti tecniche dell'olio. A novembre 2018, prima delle sue mostre in diverse città del continente asiatico, le sue opere rappresenteranno l'espressionismo mondiale alla Fiera Internazionale d'Arte di Qi Baishi.
Il 14 maggio 2019 Jorge Rando diventa il primo occidentale a esporre al Qi Baishi Memorial Museum, l'istituzione culturale dedicata al più importante pittore moderno della Repubblica popolare cinese, con la mostra intitolata "La luce del Mediterraneo" ,che raggiunse la Cina e che fu elogiata dalla critica. Accademici di spicco come Wu Hongliang, vicepresidente della Beijing Painting Academy, direttore del Qi Baishi Memorial Museum di Pechino e direttore della mostra cinese alla Biennale di Venezia, hanno dichiarato che « il lavoro di Rando non ha solo un vasto bagaglio umanistico e un profondo pensiero filosofico, ma anche il suo lavoro presta maggiore attenzione alla ricerca dello spirito artistico e delle emozioni che sorgono direttamente dal cuore. Quando guardiamo il suo lavoro, possiamo sentire che l'artista è appreso e onesto. L'opera del maestro Jorge Rando è un'opera che si respira ».
La pittura di Jorge Rando si caratterizza per la distorsione esasperante della forma, la emotività del colore e la presenza del gesto e del tratto. I vari cicli sono molto ampi. Dalla fine degli anni sessanta all'inizio degli anni settanta se ne sono distinti alcuni come Prostituzione (Prostitución), Le maternità (Las maternidades), Dispiaceri (Pesadumbres), Animali (Animales), Paesaggi (Paisajes), Africa (África), etc.
Un altro aspetto importante della sua Opera è la produzione religiosa, che si suppone riscattare temi principali nella configurazione dell'arte occidentale.
Jorge Rando vive e lavora tra Malaga e Amburgo.

## Stile
Il neo-espressionismo è un movimento artistico che utilizza forti gamme di colori, semplicità nelle sue figure e assenza di caratteristiche, permettendo così l'espressione dei sentimenti e facendo sì che lo spettatore li segua attraverso l'arte, lasciando da parte la bellezza o la parte estetica . Sebbene gli artisti espressionisti catturino oggetti riconoscibili in modo astratto, questo ritratto è realizzato emotivamente, spesso usando colori vivaci. L'obiettivo principale non è quello di dipingere ciò che vedi, ma ciò che senti. Per molti critici e storici dell'arte, Rando è un buon esempio di neoespressionismo, con un'opera caratterizzata da una esasperata distorsione delle forme, sensibilità al colore e una forte presenza di pennellate. Per lo storico dell'arte Enrique Cataños, professore di storia dell'arte all'Università di Malaga, Rando è noto per le sue potenti pennellate e il suo uso espressivo del colore, che trasmette forti emozioni allo spettatore e rappresenta un chiaro esempio del movimento neo-espressionista .
I cicli: il lavoro di Rando è organizzato in motivi comuni chiamati cicli. Durante la sua carriera, l'artista ha ritratto temi comuni nei suoi dipinti e sculture. Simile ad altri espressionisti degli inizi del XX secolo, prostitute e vagabondi sono personaggi ricorrenti nel lavoro di Rando, così come madre natura e animali. Tuttavia, alcuni temi sono sempre costanti nel suo lavoro, tra cui la sofferenza o la redenzione attraverso l'amore.
I cicli includono dipinti e sculture come: Africa (immagini figurative e astratte sulla guerra, la fame e l'esilio in Africa); Passione (una raccolta di dipinti religiosi sulla crocifissione di Cristo); Maternità (dipinti e sculture di madri con i loro figli); Prostituzione (immagini della figura femminile distorta); Dipinto (motivi floreali e animali); Käthe Kollwitz (omaggio a uno dei migliori pittori espressionisti, il cui lavoro e la cui vita sono una testimonianza dell'amore e del sacrificio); Bambini (figure di bambini che camminano o giocano, in cui l'artista cerca di catturare movimenti caratteristici di questi); Ciclismo (immagini astratte di ciclisti in piedi o in movimento); Paesaggi e orizzonti verticali (una collezione di dipinti con una potente combinazione di colori, forme e pennellate che portano lo spettatore a connettersi emotivamente e spiritualmente con la natura); Ritratti e figure (ritratti e altri motivi) ...
I motivi ricorrenti nei dipinti dell'artista evocano una forte visione umanistica, una grande sensibilità per la sofferenza, la spiritualità e l'amore per tutte le forme di vita. Questo lavoro mira a risvegliare la coscienza sociale e umana dello spettatore in modo che agisca. Numerosi critici e storici dell'arte applaudono ai cicli di Rando. Ne sono un esempio le parole di Jiménez, che afferma che il lavoro di Rando è in grado di muovere la coscienza con i suoi dipinti, motivando lo spettatore a eseguire un'introspezione e riflettere sulle proprie emozioni.
Carmen Pallarés scrive dei cicli: " L'Africa è un'esposizione che mostra la forza e la purezza del neoespressionismo di Jorge Rando, la cui creazione è inseparabile dai principi filosofici e umanistici dell'artista. '' Inoltre aggiunge '' (...) dall'umanesimo senza nascondersi dall'Africa, dove i disegni si manifestano e dove il pittore trova la via della libera espressione, spontaneità e liberazione di tutti i legami; (…) all'aspetto estremamente sensibile in Prostitution, creato con pennellate energiche e composizioni strutturate. Nei paesaggi nello spazio e negli orizzonti verticali, lo spettatore del dipinto assiste alla nascita dei colori della terra come se fossero radici. Attraverso il suo concettualismo filosofico e la sua incessante ricerca sul linguaggio del colore, l'artista ci trasporta da una sfaccettatura umana a una puramente naturale. ''
Nel numero 23 dell'Enciclopedia di storia dell'arte di Malaga, lo storico d'arte Enrique Cataños commenta che il lavoro di Rando è chiaramente distinguibile dal resto degli artisti contemporanei grazie all'uso di serie tematiche (cicli). Castaños ha scritto: " Attraverso la sua serie pittorica (Prostitution, Africa, The Passion, Käthe Kollwitz, Maternities, ecc.), si osserva la preoccupazione fondamentale di Rando di esprimere l'interno dell'anima umana attraverso il colore, la forma organica, la sua distorsione e le pennellate libere.
Ricardo Barnatán ha scritto di Pintarradas: "I paesaggi figurativi di Rando, schizzi veloci e forti, parlano di ciò che accade dentro di noi e non di ciò che vediamo fuori. I tratti e il colore rappresentano l'interno del pittore e le figure riconoscibili funzionano come parole in un messaggio segretamente codificato. Un messaggio frutto della passione, nel senso di un glorioso movimento dell'anima e di un dolore purificatore. ''

## Esposizioni recenti
- 2004, Galería Ignacio de Lassaleta, Barcellona, Fundación Carlos de Amberes, Madrid, Feria de Arte Contemporáneo, Parigi Feria de Arte Contemporáneo, Colonia, Exposición, Lisbona.
- 2005, Feria de Arte, New York, Galería Fauna´s, Madrid, Salón de Arte Contemporáneo, Strasburgo, Fundación Cajasur, Cordova.
- 2006, Feria de Arte Contemporáneo, Miami, Feria de Arte Contemporáneo, Madrid, Annta Gallery, Madrid, Exposición, Buenos Aires.
- 2007, Fundación Antiquaria, Madrid, Feria de Arte Contemporáneo, Madrid, Galería Fauna´s, Madrid, Fundación Unicaja, Malaga.
- 2008, Museo del Patrimonio Municipal, Malaga, Palacio Episcopal, Malaga, Bocetos de 25 vidrieras de la Catedral, Malaga.
- 2009, Galería Víctor i Fills, Madrid, Museo Calviá, Maiorca, Inaugurazione dei Giardini Nazari della Cattedrale, Malaga, Exposición en la "Sala Noble", Malaga.
- 2010, Museo Fundazione Gabarrón, New York, Salas del Rectorado de la Universidad, Malaga, Galleria Magnus P. Gerdsen, Amburgo, Feria de Arte Contemporáneo, Madrid.
- 2011, Galería Víctor i Fills, Madrid, Exposición itinerante, Iserlohn, Witten, Amburgo, Hannover, Colonia, Berlino.
- 2012, Galería Víctor i Fills, Madrid, Exposición Polígono Gallery, Marbella, Exposición Schloss Merode, Germania.
- 2013, Ampliación Museo Aire Libre San Ramón Nonato, Malaga, Installazione del gruppo scultoreo al teatro Cervantes, Malaga.
- 2014, Esposizione inaugurale del Museum Jorge Rando con 120 opere appartenenti ai cicli di Maternidad, Pintarradas, Prostitución e África, Malaga.
- 2015, Esposizione Horizontes Verticales, Malaga, Exposición Luz de la Flor, Malaga
- 2016, Esposizione Pasión Nuevo expresionismo nel Museo Ernst Barlach, Amburgo. Esposizione Encuentro Jorge Rando - Ernst Barlach nel Museo Barlach, Ratzeburg, Esposizione Ciclistas, Animales y otras cosas, Málaga. Incontro Jorge Rando - Carlos Ciriza, Málaga
- 2017, Esposizione El nacimiento del color Málaga. Esposizione Ernst Barlach - Jorge Rando - Mystiker der Moderne, Emden.